# Liste der Lokomotiven und Triebwagen der ÖBB

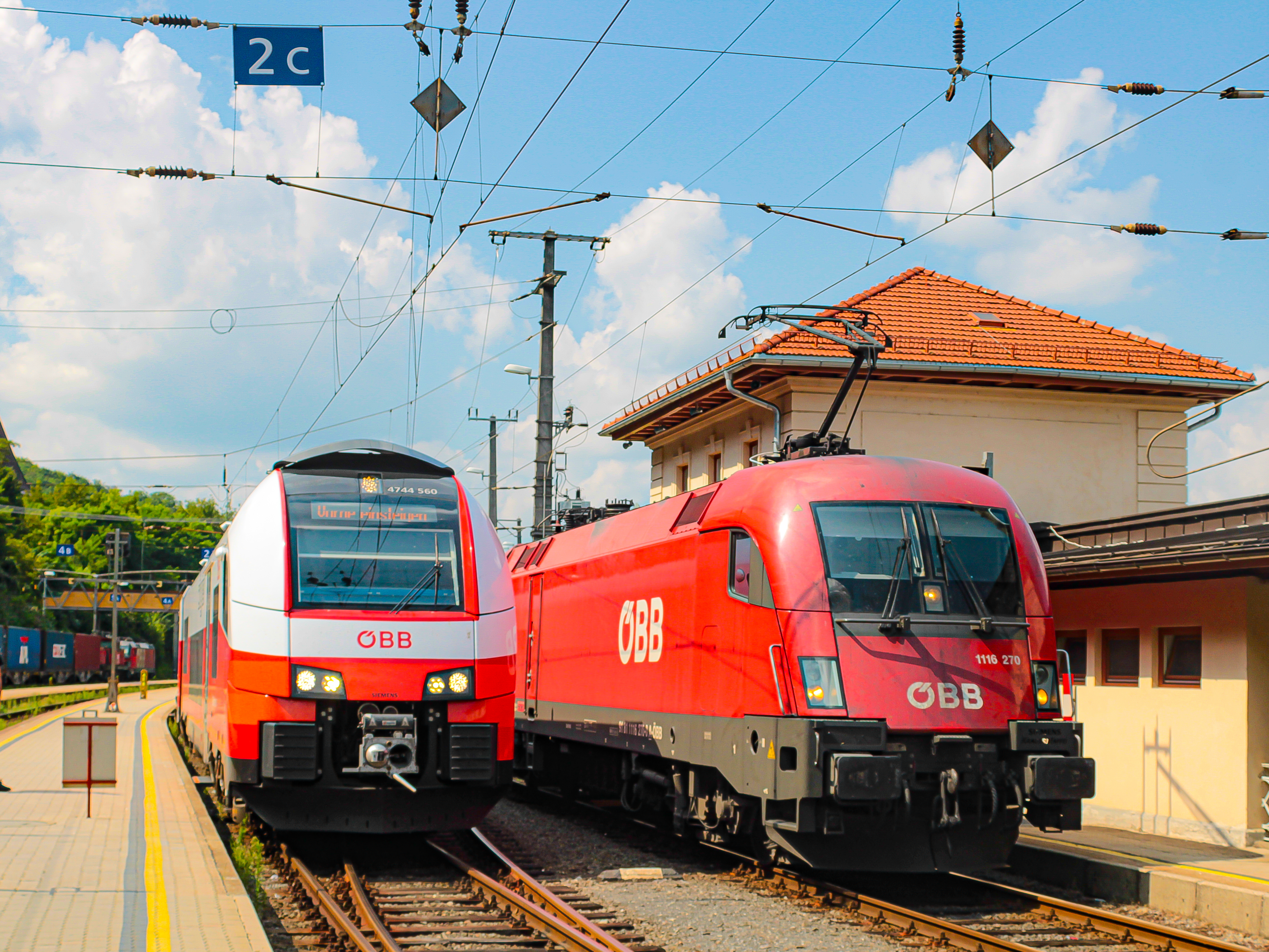
ÖBB 4744 und 1116

Liste der Lokomotiven und Triebwagen der ÖBB (Österreichischen Bundesbahnen)
Anmerkungen:
- „Ausgemusterte Fahrzeuge“ sind nicht mehr im Aktivstand, sie können sich aber im Museumsbestand befinden oder bei anderen Eisenbahnverkehrsunternehmen in Verwendung sein.
- Vierstellige Reihenbezeichnungen werden in Österreich jeweils paarweise geteilt ausgesprochen – eine „1044“ ist also eine „Zehn-Vierundvierzig“.
- Die eingeklammerten Reihennummern zeigen im Regelfall die mittlerweile nicht mehr eingesetzten Fahrzeugtypen an.

## Dampflokomotiven
| Ausgemusterte Fahrzeuge |
| --- |

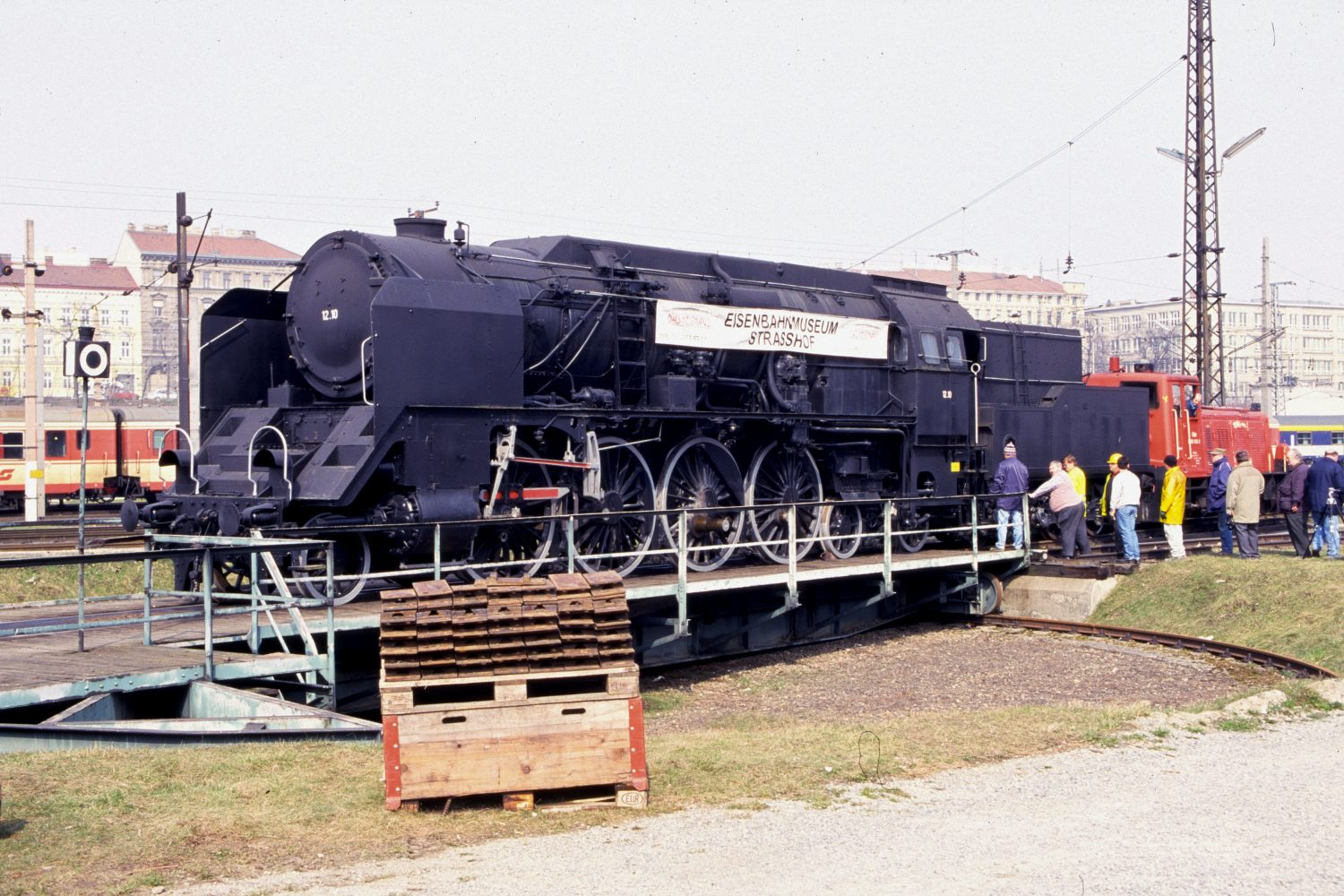
Schnellzuglokomotive ÖBB 12.10

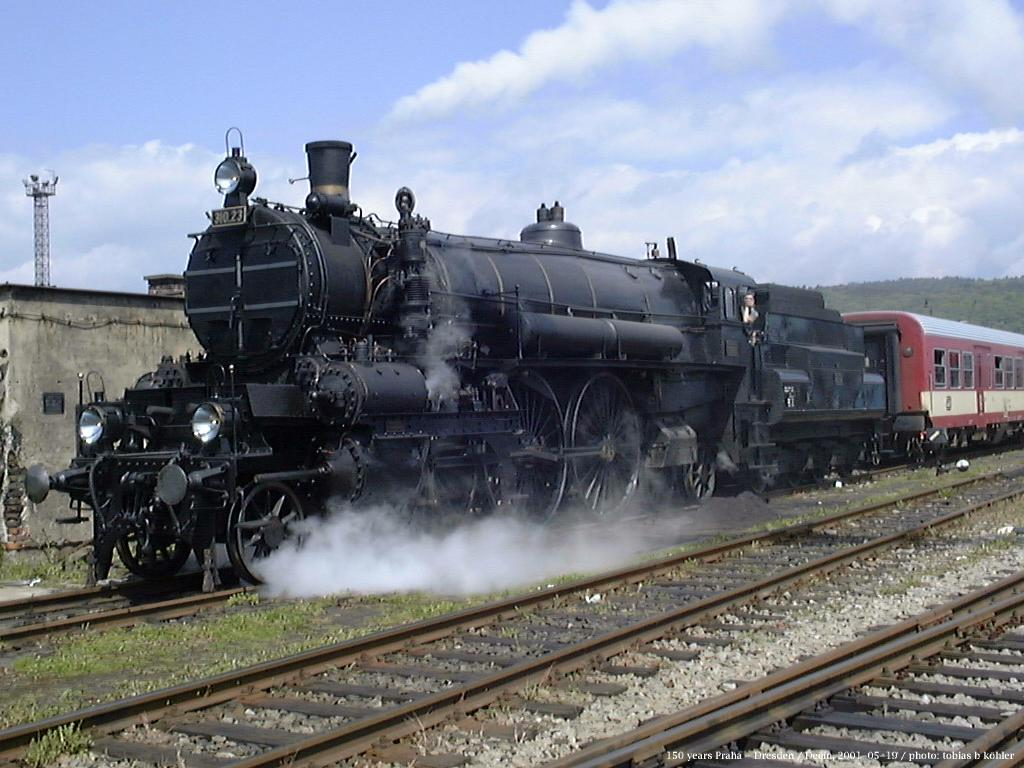
Schnellzuglokomotive ÖBB 16.08

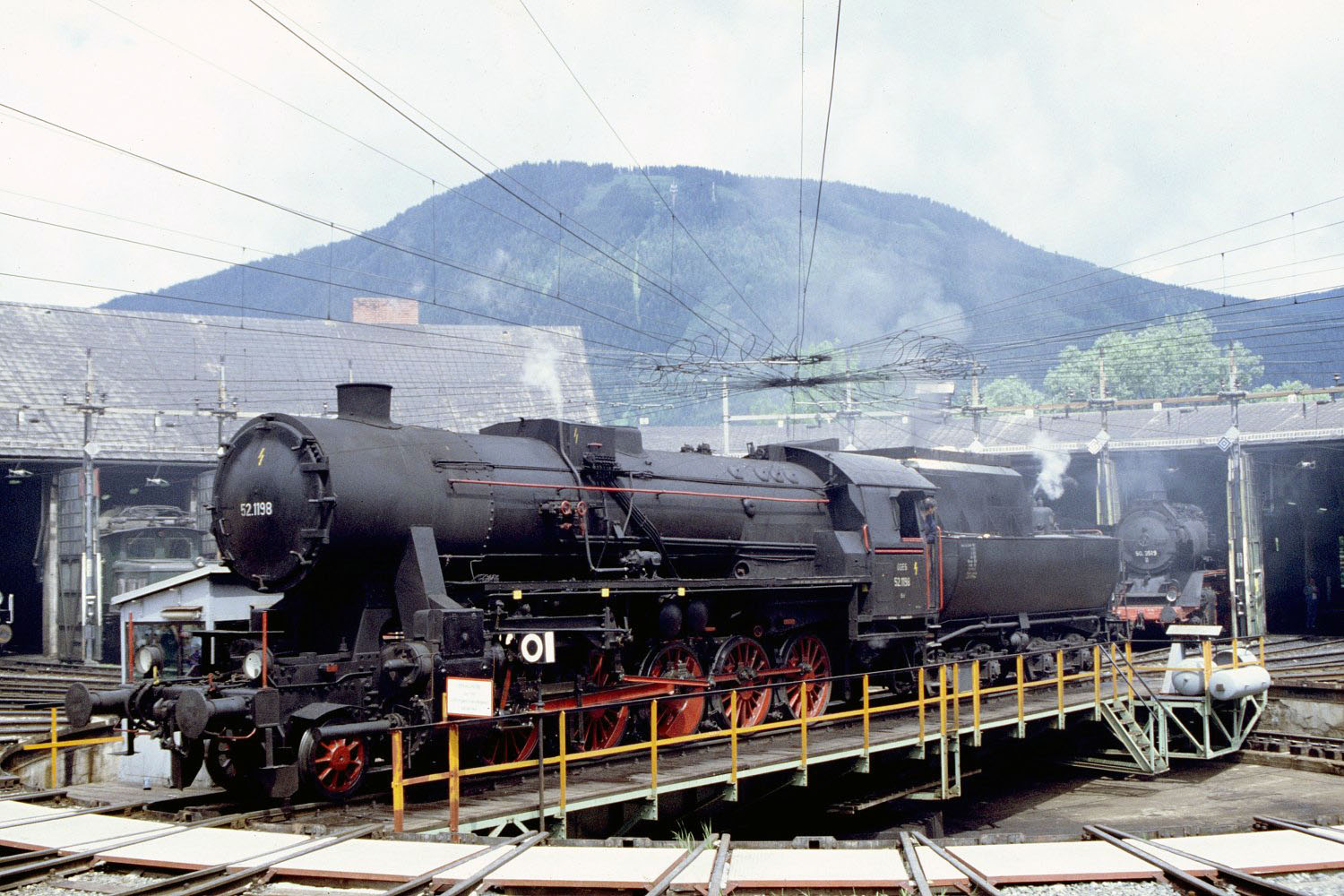
Kriegslokomotive ÖBB 52 in Selzthal

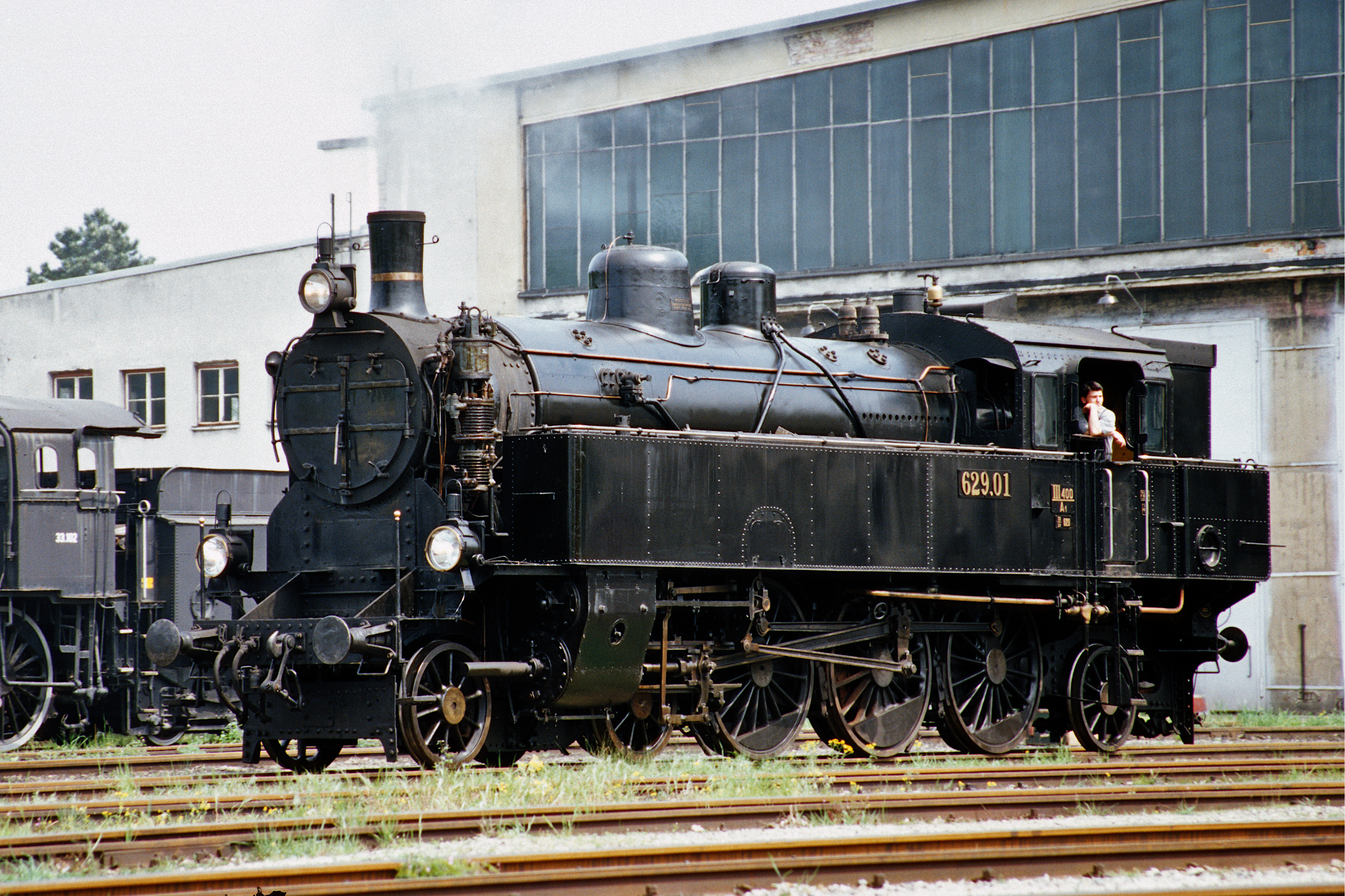
Leichte Schnellzuglokomotive 629.01 bzw. ÖBB 77.66

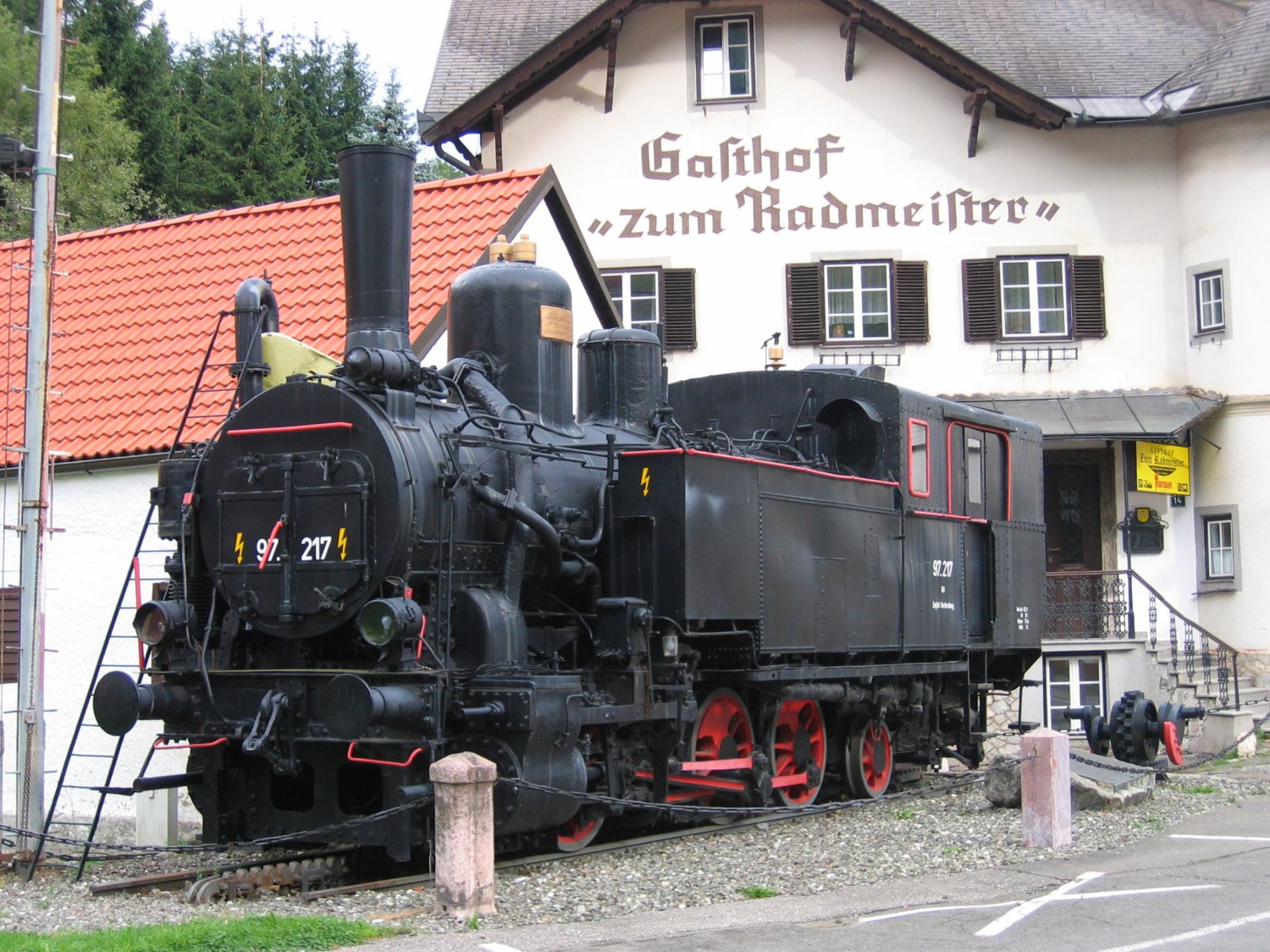
Zahnradbahnlokomotive ÖBB 97

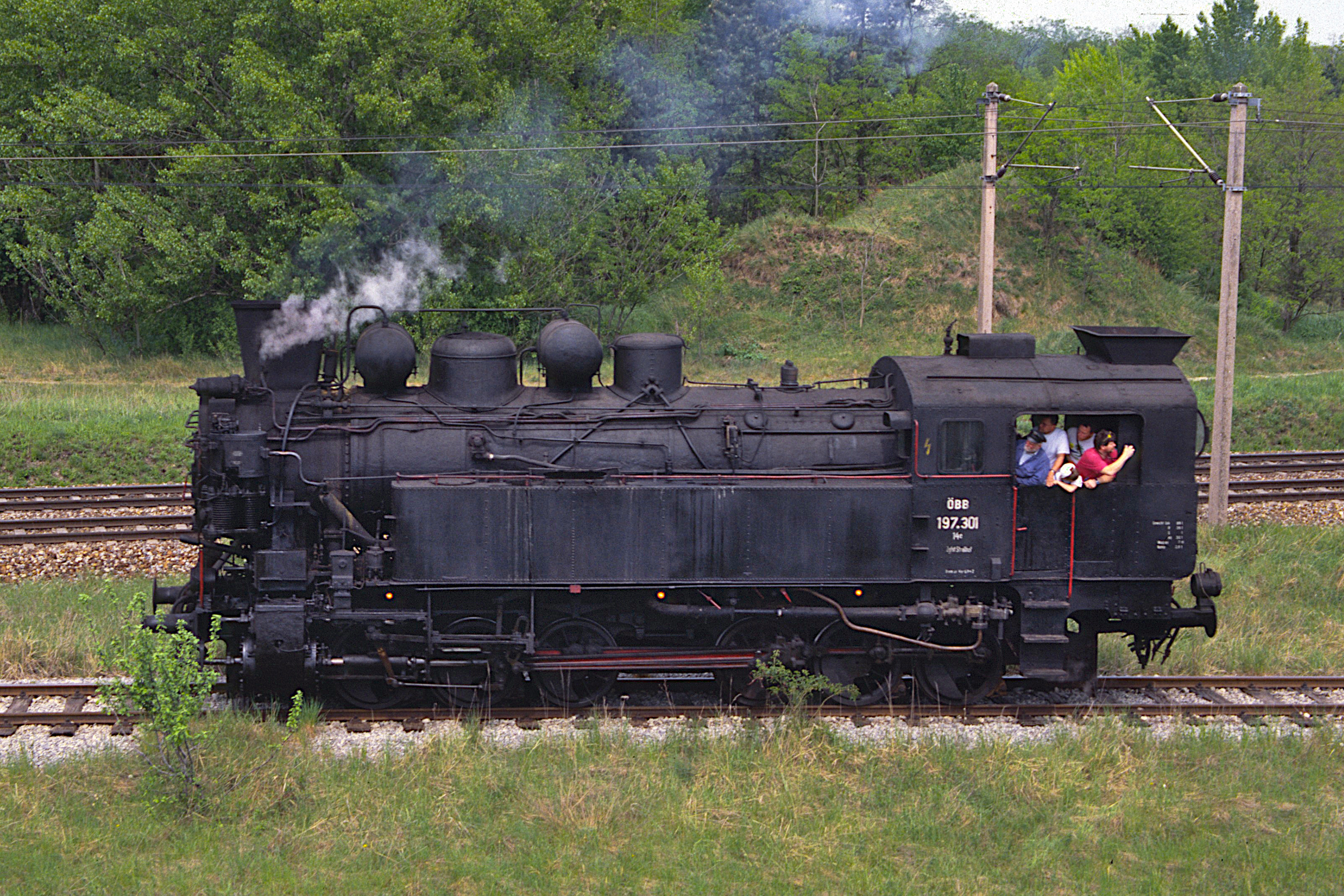
Zahnradbahnlokomotive ÖBB 197

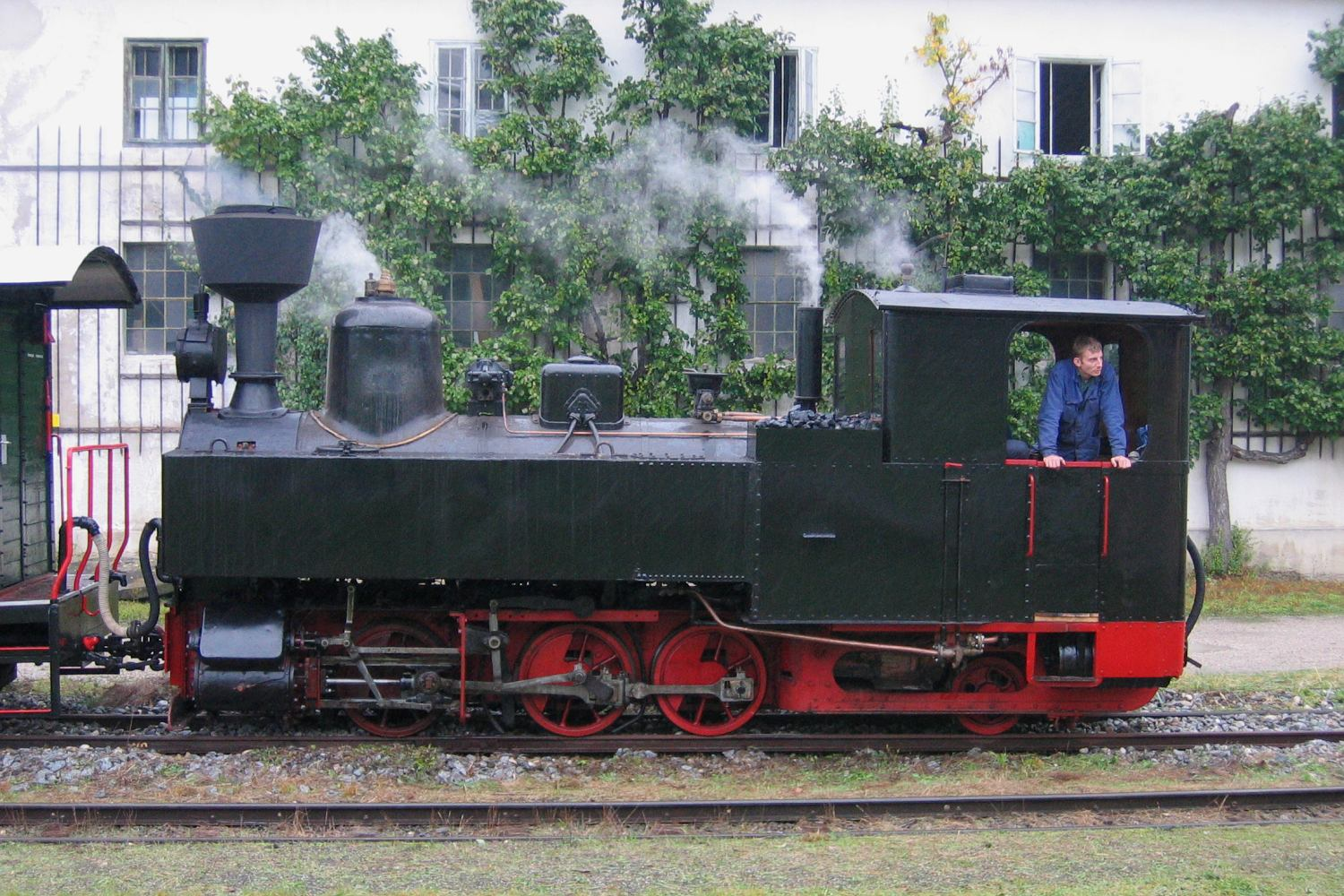
Schmalspurlokomotive 298.52

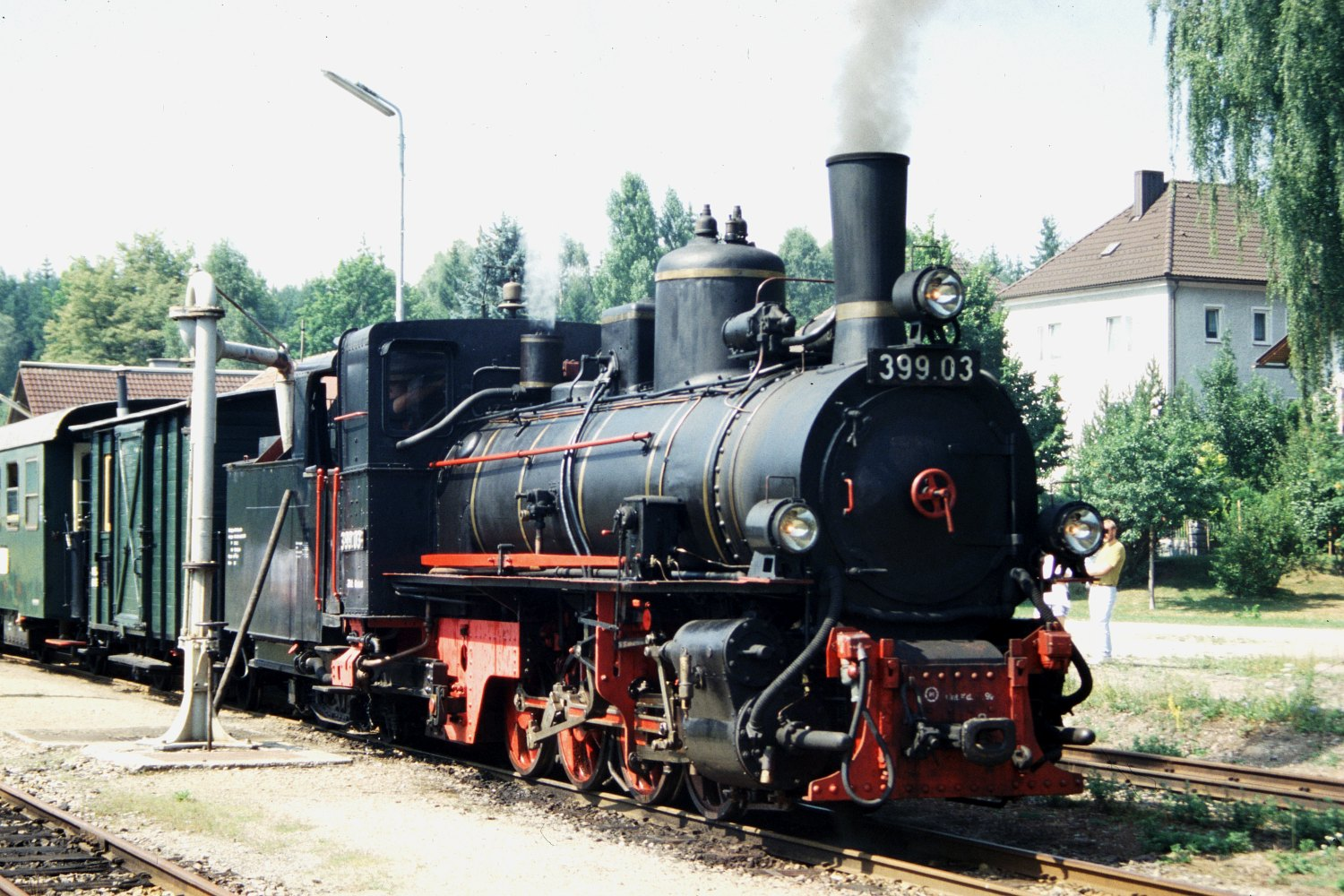
Schmalspurlokomotive 399.03

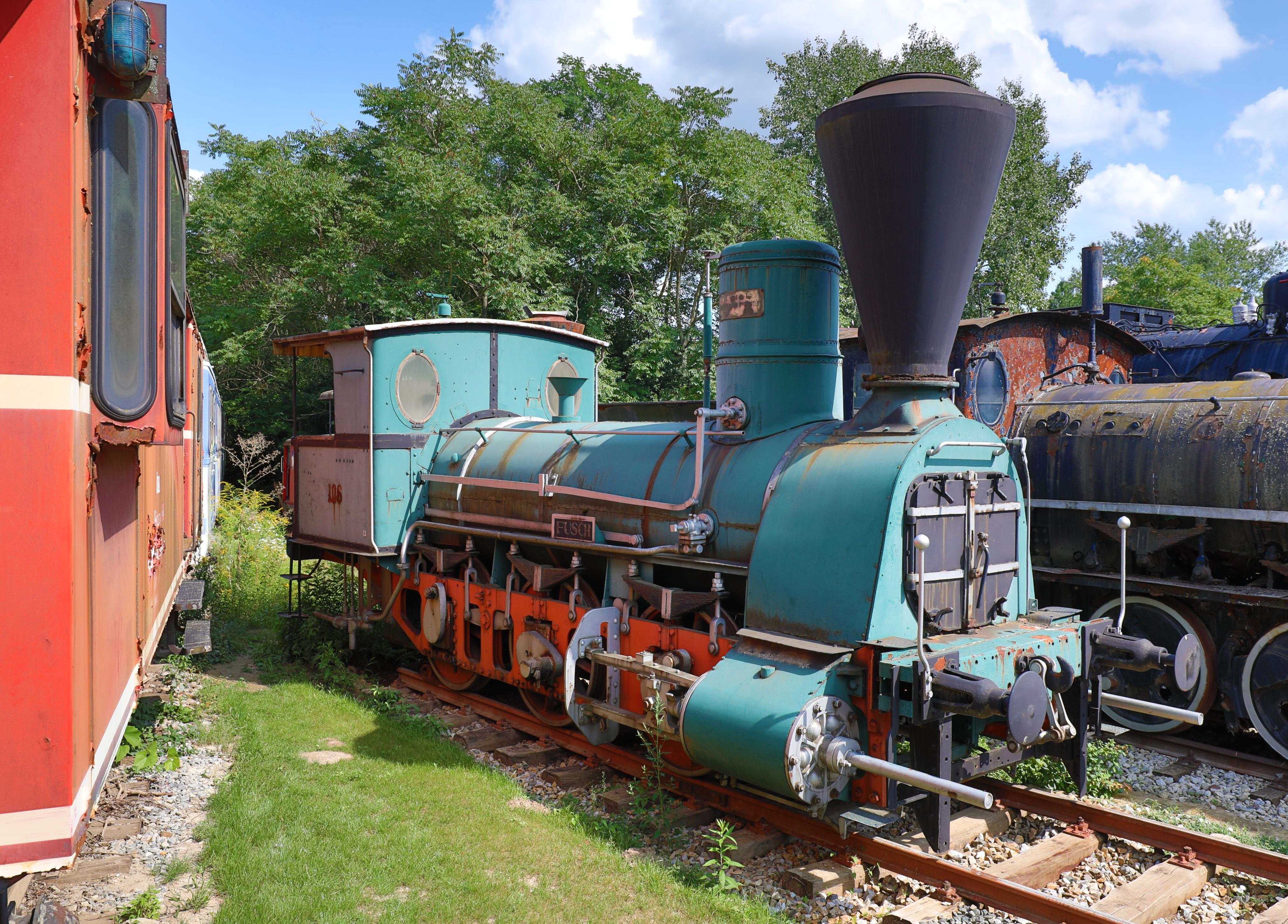
ÖBB 53.7101

| - ÖBB 12 (ehemals BBÖ 214, DR 12.0) - ÖBB 12.1 (ehemals BBÖ 114, DR 12.1) - ÖBB 15 (ehemals kkStB und BBÖ 10, DR 15.0) - ÖBB 16 (ehemals kkStB und BBÖ 310, DR 16.0) - ÖBB 617 (ehemals Preußische S 10.1, DR 17.10-12) - ÖBB 919 (ehemals PKP Pt31, DR 39.10 später 19.1) - ÖBB 33 (ehemals BBÖ 113, DR 33.1) - ÖBB 133 (ehemals SB und BBÖ 570, DR 33.0) - ÖBB 35 (ehemals kkStB und BBÖ 429.900, DR 35.2) - ÖBB 135 (ehemals kkStB und BBÖ 429, DR 35.3) - ÖBB 38 (ehemals SB 109, BBÖ 209, DR 38.41) - ÖBB 638 (ehemals Preußische P 8, DR 38.10-40) - ÖBB 39 (ehemals kkStB 470, Umbau BBÖ 670, DR 39.3) - ÖBB 42 (ehemals DR und ÖStB 42 [Kriegslokomotive]) - ÖBB 50 (ehemals DR 50 und 50 ÜK [Übergangskriegslokomotive]) - ÖBB 52 (ehemals DR 52 [Kriegslokomotive]) - ÖBB 152 (ehemals DR 52 [Kriegslokomotive] mit Barrenrahmen) - ÖBB 53 (ehemals KEB BII, kkStB und BBÖ 47, DR 53.71) - ÖBB 153 (ehemals SB und BBÖ 49, DR 53.71) - ÖBB 253 (ehemals kkStB und BBÖ 56, DR 53.71) - ÖBB 353 (ehemals kkStB und BBÖ 59, DR 53.72) - ÖBB 54 (ehemals kkStB und BBÖ 60, DR 54.0) - ÖBB 154 (ehemals KFNB VIII, kkStB und BBÖ 260, DR 54.1) - ÖBB 254 (ehemals ÖNWB XVIIa, kkStB und BBÖ 360.01–02, DR 54.2) - ÖBB 354 (ehemals ÖNWB XVIIb, kkStB und BBÖ 360.11–26, DR 54.3) - ÖBB 454 (ehemals ÖNWB XVIIc, kkStB und BBÖ 460, DR 54.4) - ÖBB 654 (ehemals Bayerische G 3/4 H, DR 54.15-17) - ÖBB 55 (ehemals kkStB und BBÖ 73, DR 55.57) - ÖBB 155 (ehemals kkStB und BBÖ 174, DR 55.59) - ÖBB 655 (ehemals Preußische G7.1, DR 55.0-6) - ÖBB 755 (ehemals Preußische G8, DR 56.16-22) - ÖBB 56 (ehemals kkStB, SB und BBÖ 170, DR 56.31-33) - ÖBB 156 (ehemals kkStB und BBÖ 270, DR 56.34-35) - ÖBB 656 (ehemals Preußische G8.1, DR 56.2-8) - ÖBB 956 und 956.1 (ehemals US Army S160) - ÖBB 57 (ehemals kkStB und BBÖ 80.900, DR 57.2-3) - ÖBB 157 (ehemals kkStB und BBÖ 80 bzw. 80.100, DR 57.4) - ÖBB 257 (ehemals SB und BBÖ 480, DR 57.6) - ÖBB 657 (ehemals KPEV G 10, DR 57.10-40) - ÖBB 58 (ehemals BBÖ 81, DR 58.7) - ÖBB 158 (ehemals BBÖ 181, DR 58.8) - ÖBB 258 (ehemals SB und BBÖ 580, DR 58.9) - ÖBB 658 (ehemals Preußische G 12, DR 58.10-21) - ÖBB 659 (ehemals Württembergische K, DR 59.0) - ÖBB 64 (ehemals DR 64) - ÖBB 69 (ehemals BBÖ 12, DR 69.0) - ÖBB 770 (ehemals Bayerische Pt 2/3, DR 70.0) - ÖBB 674 (ehemals Preußische T 12, DR 74.4-13) - ÖBB 75 (ehemals kkStB, SB und BBÖ 229, EWA, DR 75.7) - ÖBB 175 (ehemals kkStB und BBÖ 29, DR 75.8) - ÖBB 77 (ehemals SB 629 = BBÖ 629.100, kkStB 629 und BBÖ 629., DR 77.2) - ÖBB 78 (ehemals BBÖ 729, DR 78.6) - ÖBB 86 (ehemals DR 86 und 86 ÜK) - ÖBB 88 (ehemals NÖLB 1, DR 88.0) - ÖBB 188 (ehemals EWA IId, DR 88.72) - ÖBB 688 (ehemals Bayerische PtL 2/2, DR 98.3) - ÖBB 788 (ehemals HF) - ÖBB 89 (ehemals kkStB und BBÖ 97, DR 98.70) - ÖBB 389 (ehemals kkStB 197, ČSD 310.1, DR 98.77) - ÖBB 689 (ehemals Bremer Hafenbahn [=Preußische T3], DR 89.7512-7521) - ÖBB 789 (ehemals Bayerische R 3/3, DR 89.801-890) - ÖBB 989, 989.1, 989.2 (ehemals US Army 0-6-0) - ÖBB 90 (ehemals kkStB und BBÖ 30, DR 90.10) - ÖBB 91 und 91.1 (ehemals kkStB, NÖLB und BBÖ 99 und 199, DR 98.13) - ÖBB 191 (ehemals NÖLB 202, BBÖ 399, DR 98.14) - ÖBB 691 (ehemals KPEV T 9.3, DR 91.3-18) - ÖBB 791 (ehemals Bayerische D XI = PtL 3/4, DR 98.431-556) - ÖBB 891 (ehemals Preußische D VIII, DR 98.6) - ÖBB 991 (ehemals LAG, DR 98.15) - ÖBB 92 (ehemals kkStB und BBÖ 178, BBÖ 178.800 (ex SchBB bzw. EWA IVd), DR 92.2211-90) - ÖBB 192 (ehemals BBÖ 178.900, DR 92.2201) - ÖBB 292 (ehemals kkHB, BBÖ 578, DR 92.21) - ÖBB 392 (ehemals BBÖ 478, DR 92.25) - ÖBB 692 (ehemals LBE, DR 92 431–437; verkauft an VÖEST) - ÖBB 792 (ehemals KPEV T 13, DR 92.5-9) - ÖBB 892 (ehemals Heeresfeldbahn HF 49.01 und 02) - ÖBB 93 (ehemals BBÖ 378, DR 93.13-14) - ÖBB 93.1500 (ehemals WLB, DR 93.1468) - ÖBB 693 (ehemals Preußische T 14.1, DR 93.0-4 und KPEV T14.1, DR 93.5-12) - ÖBB 694 (ehemals Preußische T 16.1, DR 94.5-18) - ÖBB 794 (ehemals Sächsische XI HT, DR 94.20-21) - ÖBB 95 (ehemals BBÖ 82, DR 95.1) - ÖBB 97 (ehemals kkStB und BBÖ 69, DR 97.2; Zahnradlok Erzberg) - ÖBB 197 (ehemals kkStB und BBÖ 269, DR 97.3; Zahnradlok Erzberg) - ÖBB 297 (ehemals DR 97.4; Zahnradlok Erzberg) - ÖBB 198 Schmalspurlok ex kkStB, SB und BBÖ T (Treibach), DR 99.780 - ÖBB 298 Schmalspurlok ex kkStB, NÖLB und BBÖ U (Unzmarkt), DR 99.781 - ÖBB 298.1 Schmalspurlok ex Steyrtalbahn 1–6, DR 99.7831–7835 - ÖBB 298.2 Schmalspurlok ex NÖLB, kkStB und BBÖ Uv, DR 99.801–803 - ÖBB 398 Schmalspurlok ex NÖLB und BBÖ Bh, DR 99.81 - ÖBB 498 Schmalspurlok ex BBÖ Uh (Unzmarkt), DR 99.82 - ÖBB 598 Schmalspurlok ex kkStB und BBÖ Yv (Ybbstal), DR 99.90 - ÖBB 698 Schmalspurlok ex HF - ÖBB 798 Schmalspurlok ex HF - ÖBB 898 Schmalspurlok ex HF - ÖBB 998 Schmalspurlok ex Kreis Bad Kreuznacher Kleinbahn - ÖBB 199 Schmalspurlok ex BBÖ P (Parenzo), DR 99.100 - ÖBB 299 Schmalspurlok ex NÖLB und BBÖ Mv (Mariazell), DR 99.110 - ÖBB 399 Schmalspurlok ex NÖLB und BBÖ Mh (Mariazell), DR 99.111 - ÖBB 499 Schmalspurlok ex BBÖ Kh (Kühnsdorf), DR 99.120 - ÖBB 699 und 699.1 Schmalspurlok ex HF KDL 11 - ÖBB 999 Zahnrad-Schmalspurlok Schneebergbahn, ex SchBB bzw. EWA; BBÖ Zz, DR 99.730 - ÖBB 999.1 Zahnrad-Schmalspurlok Schafbergbahn BBÖ Z, DR 99.730 - ÖBB 999.2 Zahnrad-Schmalspurlok Schafbergbahn, Neubau 1996 |

## Schlepptender
| Ausgemusterte Fahrzeuge |
| --- |
| - ÖBB-Tenderreihe 9012 (ehemals SB 8, SB 9, BBÖ 12) - ÖBB-Tenderreihe 9036 (ehemals kkStB/BBÖ 36, zahlreiche Privatbahnen) - ÖBB-Tenderreihe 9037 (ehemals kkStB/BBÖ 37) - ÖBB-Tenderreihe 9038 (ehemals EWA II, BBÖ 17) - ÖBB-Tenderreihe 9640 (ex pr. gekuppelt mit ÖBB 655, ÖBB 755) - ÖBB-Tenderreihe 9047 (ehemals KFNB M, kkStB/BBÖ 47) - ÖBB-Tenderreihe 9049 (ehemals ÖNWB XVIIa,b, SNDVB XVIIc,d, kkStB/BBÖ 49) - ÖBB-Tenderreihe 9049.1 (Umbau aus 49) - ÖBB-Tenderreihe 9054 (ehemals ÖNWB XVIIc, kkStB/BBÖ 54) - ÖBB-Tenderreihe 9056 (ehemals kkStB 56) - ÖBB-Tenderreihe 9156 (ehemals kkStB 156) - ÖBB-Tenderreihe 9256 (ehemals kkStB 256) - ÖBB-Tenderreihe 9356 (ehemals SB 56a) - ÖBB-Tenderreihe 9456 (ehemals SB 56b) - ÖBB-Tenderreihe 9657 (ex pr. gekuppelt mit ÖBB 655, ÖBB 755, ÖBB 656, ÖBB 657) - ÖBB-Tenderreihe 9658 (ex bay. gekuppelt mit ÖBB 654) - ÖBB-Tenderreihe 9659 (ex bay. gekuppelt mit ÖBB 657) - ÖBB-Tenderreihe 9660 (ex pr. gekuppelt mit ÖBB 658) - ÖBB-Tenderreihe 9066 (ehemals kkStB 66, LCJE, BBÖ 66) - ÖBB-Tenderreihe 9076 (ehemals kkStB 76, KFNB, BBÖ 76) - ÖBB-Tenderreihe 9677 (ex pr. gekuppelt mit ÖBB 154) - ÖBB-Tenderreihe 9678 (ex pr. gekuppelt mit ÖBB 755, ÖBB 657) - ÖBB-Tenderreihe 9680 (ex pr. gekuppelt mit ÖBB 638, ÖBB 657, ÖBB 659) - ÖBB-Tenderreihe 9681 (ex pr. gekuppelt mit ÖBB 617, ÖBB 638, ÖBB 658) - ÖBB-Tenderreihe 9683 (ex wü. gekuppelt mit ÖBB 659) - ÖBB-Tenderreihe 9683.1 (ex wü. umgebaut für ÖBB 657) - ÖBB Tenderreihe 9084 (ehemals BBÖ 84) - ÖBB Tenderreihe 9184 (ehemals BBÖ 84, ÖBB 12) - ÖBB Tenderreihe 9085 (ehemals BBÖ 85) - ÖBB Tenderreihe 9185 (ehemals kkStB/BBÖ 87) - ÖBB Tenderreihe 9086 (ehemals kkStB/BBÖ 86) - ÖBB Tenderreihe 9087 (ehemals SB 87) - ÖBB Tenderreihe 9088 (ehemals kkStB/BBÖ 88) - ÖBB-Tenderreihe 9988 (gekuppelt mit ÖBB 919) - ÖBB-Tenderreihe 9091 (ehemals DR 2'2'T26) - ÖBB-Tenderreihe 9591 (Kastentender für ÖBB 42, ÖBB 52, ÖBB 152) - ÖBB-Tenderreihe 9592 (ehemals DR K4T30) - ÖBB-Tenderreihe 9593 (ehemals DR K2'2'T30) - ÖBB-Tenderreihe 9793, Umbau aus 9593 in Kabinentender - ÖBB-Tenderreihe 9994 (ex USA, gekuppelt mit ÖBB 956) - ÖBB-Tenderreihe 9699 (Schmalspur, gekuppelt mit ÖBB 798, ÖBB 798.1, ÖBB 699) - ÖBB-Tenderreihe 9799 (Schmalspur, gekuppelt mit ÖBB 699.04) |

## Elektrolokomotiven
| RH         | Name                           | Einsatzgebiet                                           | Anmerkungen                                                                                    | Antr. | vmax      | Stromsystem                                 | Bild |
| ---------- | ------------------------------ | ------------------------------------------------------- | ---------------------------------------------------------------------------------------------- | ----- | --------- | ------------------------------------------- | ---- |
| (1010)     |                                |                                                         | ausgemustert 2003                                                                              |       | 130       | 15 kV 16,7 Hz~                              |      |
| (1110)     |                                |                                                         | ausgemustert 2003                                                                              |       | 110       | 15 kV 16,7 Hz~                              |      |
| (1110.500) |                                |                                                         | entstanden 1974–1975 aus 1110, mit Widerstandsbremsen ausgerüstet, ausgemustert 2003           |       | 110       | 15 kV 16,7 Hz~                              |      |
| (1012)     |                                |                                                         | ausgemustert 2006, 2007 verkauft an Hector Rail                                                | elD   | 160 (230) | 15 kV 16,7 Hz~                              |      |
| (1014)     |                                |                                                         | verkauft                                                                                       | elD   | 175       | 15 kV 16,7 Hz~ 25 kV 50 Hz~                 |      |
| (1114)     |                                |                                                         | in 1014 umgebaut                                                                               | elD   | 175       | 15 kV 16,7 Hz~ 25 kV 50 Hz~                 |      |
| 1016       | Taurus                         |                                                         |                                                                                                | elD   | 230       | 15 kV 16,7 Hz~                              |      |
| 1116       | Taurus II                      |                                                         |                                                                                                | elD   | 230       | 15 kV 16,7 Hz~ 25 kV 50 Hz~                 |      |
| 1216       | Taurus III                     |                                                         |                                                                                                | elD   | 230       | 15 kV 16 ⅔ Hz~ 25 kV 50 Hz~ 1,5 kV = 3 kV = |      |
| (1018)     | ex DR E18.2                    |                                                         | vorgesehen gewesen als BBÖ 1870                                                                |       | 130       | 15 kV 16,7 Hz~                              |      |
| (1018.101) | ex DR E18.2                    |                                                         | Zusammenbau aus einer bombenzerstörten E18 und einer E18.2                                     |       | 130       | 15 kV 16,7 Hz~                              |      |
| (1118)     | ex DR-Baureihe E 18            |                                                         |                                                                                                |       | 140       | 15 kV 16,7 Hz~                              |      |
| (1020)     | ex DR-Baureihe E 94            |                                                         | 44 Stück ehemals DR-Baureihe E 94, 3 Stück Nachbau ÖBB 1020                                    |       | 90        | 15 kV 16,7 Hz~                              |      |
| (1822)     | Brennerlok                     | Grenzüberschreitender Verkehr nach Italien              | 3 Stück an Adria Transport verkauft, 2 nach Polen verkauft (mittlerweile schon verschrottet)   | elD   | 140       | 15 kV 16 ⅔ Hz~ 3 kV =                       |      |
| (1040)     |                                |                                                         | ausgemustert 2003                                                                              |       | 90        | 15 kV 16,7 Hz~                              |      |
| (1041)     |                                |                                                         | ausgemustert 2003                                                                              |       | 90        | 15 kV 16,7 Hz~                              |      |
| (1141)     |                                |                                                         | ausgemustert 2003                                                                              |       | 110       | 15 kV 16,7 Hz~                              |      |
| (1042)     |                                |                                                         | ausgemustert                                                                                   |       | 130       | 15 kV 16,7 Hz~                              |      |
| (1042.5)   |                                |                                                         |                                                                                                |       | 150       | 15 kV 16,7 Hz~                              |      |
| 1142       |                                |                                                         | entstanden aus Umbau 1042.5 von 1995 bis 2001                                                  |       | 150       | 15 kV 16,7 Hz~                              |      |
| (1043)     |                                |                                                         | ausgemustert 2001 und Verkauf nach Schweden                                                    |       | 135       | 15 kV 16,7 Hz~                              |      |
| (1044)     |                                |                                                         | von 2002 bis 2005 sowie 2009 bis 2013 in 1144 umgebaut                                         |       | 160       | 15 kV 16,7 Hz~                              |      |
| (1044.501) | Schnellfahrtlok Ex 1044.001    |                                                         | 1987 entstanden aus Umbau 1044 001 2001 ausgemustert                                           |       | 220       | 15 kV 16,7 Hz~                              |      |
| 1144       |                                |                                                         | entstanden aus Umbau von 1044                                                                  |       | 160       | 15 kV 16,7 Hz~                              |      |
| (1045)     | ex BBÖ 1170                    |                                                         | ausgemustert 1994                                                                              |       | 60        | 15 kV 16,7 Hz~                              |      |
| (1145)     | ex BBÖ 1170.1                  |                                                         | ausgemustert 1990                                                                              |       | 70        | 15 kV 16,7 Hz~                              |      |
| (1245)     | ex BBÖ 1170.2                  |                                                         | ausgemustert 1995                                                                              |       | 80        | 15 kV 16,7 Hz~                              |      |
| (1046)     |                                |                                                         | 1976 von 4061 in 1046 umgezeichnet                                                             |       | 125       | 15 kV 16,7 Hz~                              |      |
| (1146)     |                                |                                                         | 1986 entstanden als Umbau von 2 Stück 1046, ausgemustert 1998                                  |       | 125       | 15 kV 16,7 Hz~ 25 kV 50 Hz~                 |      |
| (1050)     |                                | Versuchslok für 20 kV/50 Hz                             | 1973 ausgemustert und der Kasten wurde für den Wiederaufbau der 1141 003 verwendet             |       | 110       | 15 kV 16,7 Hz~ 20 kV/50 Hz~                 |      |
| (1061)     | ex BBÖ 1070                    | Verschubdienst                                          | ausgemustert 1988                                                                              |       | 40        | 15 kV 16,7 Hz~                              |      |
| (1161)     | ex BBÖ 1070.1                  | Verschubdienst                                          | ausgemustert 1994                                                                              |       | 40        | 15 kV 16,7 Hz~                              |      |
| (1062)     |                                | Verschubdienst                                          | ausgemustert 1994                                                                              |       | 50        | 15 kV 16,7 Hz~                              |      |
| 1063       |                                |                                                         |                                                                                                |       | 100       | 15 kV 16,7 Hz~ 25 kV/50 Hz~ (1063 001–037)  |      |
| 1163       |                                |                                                         |                                                                                                |       | 100 (120) | 15 kV 16,7 Hz~                              |      |
| 1064       |                                | Großverschubbahnhöfen Wien-Kledering und in Villach-Süd |                                                                                                |       | 80        | 15 kV 16,7 Hz~                              |      |
| (1067)     |                                |                                                         | ausgemustert 1994                                                                              |       | 40        | 15 kV 16,7 Hz~                              |      |
| (1570)     | ex BBÖ 1570                    |                                                         | ausgemustert 1978                                                                              |       | 85        | 15 kV 16,7 Hz~                              |      |
| (1670)     | ex BBÖ 1670                    |                                                         | ausgemustert bis 1983                                                                          |       | 100       | 15 kV 16,7 Hz~                              |      |
| (1670.1)   | ex BBÖ 1670.100                |                                                         | ausgemustert bis 1983                                                                          |       | 100       | 15 kV 16,7 Hz~                              |      |
| (1072)     | ex LWP Ewp                     | Pressburger Bahn                                        | ausgemustert 1975                                                                              |       | 60        | 15 kV 16,7 Hz~                              |      |
| (1073)     | ex BBÖ 1029                    |                                                         | ausgemustert 1975                                                                              |       | 80        | 15 kV 16,7 Hz~                              |      |
| (1979)     | ex Wöllersdorf I–IV            |                                                         | ab 1947 an Stern & Hafferl Verkehrsgesellschaft verliehen und 1956 an Stern & Hafferl verkauft |       | 35        | 600 V =                                     |      |
| (1080)     | ex BBÖ 1080                    |                                                         | ausgemustert bis 1993                                                                          |       | 50        | 15 kV 16,7 Hz~                              |      |
| (1180)     | ex 1080.100                    |                                                         | ausgemustert bis 1993                                                                          |       | 50        | 15 kV 16,7 Hz~                              |      |
| (1280)     | ex BBÖ 1280                    |                                                         | ausgemustert 1975                                                                              |       | 50        | 15 kV 16,7 Hz~                              |      |
| (1985)     | ex LWP Eg 1–4                  |                                                         | ausgemustert bis 1961                                                                          |       | 30        | 600 kV =                                    |      |
| (1089)     | ex BBÖ 1100                    |                                                         | ausgemustert bis 1979                                                                          |       | 65        | 15 kV 16,7 Hz~                              |      |
| (1189)     | ex BBÖ 1100.100                |                                                         | ausgemustert bis 1979                                                                          |       | 75        | 15 kV 16,7 Hz~                              |      |
| 1293       | Vectron                        |                                                         |                                                                                                |       | 160       | 15 kV 16 ⅔ Hz~ 25 kV 50 Hz~ 1,5 kV = 3 kV = |      |
| (1099)     | ex NÖLB E ex BBÖ E ex DR E99.0 | ausschließlich Mariazellerbahn                          | Schmalspur Dezember 2010 Übergabe an NÖVOG                                                     | ?     | 50        | 6,5 kV, 25 Hz~                              |      |

## Diesellokomotiven
| RH         | Name                               | Einsatzgebiet                          | Anmerkungen                                                 | Antr. | vmax     | Bild |
| ---------- | ---------------------------------- | -------------------------------------- | ----------------------------------------------------------- | ----- | -------- | ---- |
| 2016       | Hercules                           |                                        |                                                             | de    | 140      |      |
| (2020)     |                                    | Prototyp                               | ausgemustert 1980                                           | dh    | 110      |      |
| (2041)     |                                    | Prototyp                               | ausgemustert 1974                                           | dh    | 105      |      |
| (2043)     |                                    |                                        | ausgemustert 2020                                           | dh    | 100      |      |
| (2043.500) |                                    | Erzbergbahn                            | 556-558 rückgebaut, 555 ausgemustert 2017                   | dh    | 100      |      |
| 2143       |                                    |                                        |                                                             | dh    | 100/ 110 |      |
| (2045)     |                                    |                                        | ausgemustert 1993                                           | de    | 90       |      |
| (2048)     | ex DB V 100 ex DB 212              |                                        | ausgemustert 2003, abgegeben an Salzburg AG                 | dh    | 100      |      |
| (2050)     |                                    |                                        | ausgemustert 2004                                           | de    | 100      |      |
| (2060)     |                                    |                                        | ausgemustert oder zu Bahndienstfahrzeug (X260) umgezeichnet | dh    | 40/ 60   |      |
| (2061)     | ex WR 200 B 14                     |                                        | ausgemustert oder nicht mehr im Bestand                     | dh    | 55       |      |
| (2062)     |                                    |                                        | ausgemustert oder zu Bahndienstfahrzeug (X262) umgezeichnet | dh    | 40/ 60   |      |
| (2064)     |                                    | Verschub (Linzer Hafenbahn)            | ausgemustert 2001                                           | dh    | 60       |      |
| (2065)     | ex WR 360 C 14                     |                                        | ausgemustert oder nicht mehr im Bestand                     | dh    | 55/ 60   |      |
| (2066)     |                                    | Verschub (Hauptwerkstätte Floridsdorf) | ausgemustert 1994                                           | de    | 40       |      |
| (2166)     |                                    |                                        | ausgemustert 1976                                           | de    | 40       |      |
| 2067       |                                    |                                        |                                                             | dh    | 65       |      |
| (2167)     |                                    |                                        | Funkfernsteuerung, ausgemustert 2006                        | dh    | 65       |      |
| 2068       |                                    |                                        |                                                             | dh    | 100      |      |
| 2070       | Hector                             |                                        |                                                             | dh    | 100/45   |      |
| 2080       |                                    |                                        | Schneeschleuder                                             | dh    | 80       |      |
| 2180       |                                    |                                        | Schneeschleuder                                             | dh    | 80       |      |
| (2085)     |                                    | Erzbergbahn                            | ausgemustert 1980, Zahnraddiesellok                         | dh    | 50       |      |
| (2090)     | ex BBÖ 2021/s ex DR 12 901         |                                        | Schmalspur, ausgemustert oder nicht mehr im Bestand         | de    | 40       |      |
| (2190)     | ex BBÖ 2040/s ex DR 15 901–903     |                                        | Schmalspur, ausgemustert oder nicht mehr im Bestand         | de    | 45       |      |
| (2091)     | ex BBÖ 2041/s ex DR 137.332–343    |                                        | Schmalspur, ausgemustert oder nicht mehr im Bestand         | de    | 50       |      |
| (2092)     | ex Heeresfeldbahn HF 130 C [KML 3] |                                        | Schmalspur, ausgemustert oder nicht mehr im Bestand         | dh    | 30       |      |
| (2093)     | ex BBÖ 2070/s ex DR 20 901         |                                        | Schmalspur, ausgemustert oder nicht mehr im Bestand         | de    | 40       |      |
| (2095)     |                                    |                                        | Schmalspur, abgegeben an Salzburg AG und NÖVOG              | dh    | 60       |      |
| (2096)     | ex Gmeinder D 75 BB-SE             |                                        | Schmalspur, abgegeben an Salzburg AG (Pinzgauer Lokalbahn)  | dh    | 80       |      |

## Dampftriebwagen
| RH     | Name                                    | Einsatzgebiet | Anmerkungen | Antr. | vmax | Bild |
| ------ | --------------------------------------- | ------------- | ----------- | ----- | ---- | ---- |
| (3041) | ex EWA DT 101 ex BBÖ DT2.01 ex DR C4idT |               |             | DÖl   | 85   |      |
| (3071) | ex BBÖ DT1 ex DR 71.5                   |               |             | DKo   | 100  |      |

## Elektrotriebwagen
| RH     | Name                                                       | Einsatzgebiet                                                                 | Anmerkungen | Antr. | vmax   | Stromsystem                                                            | Bild |
| ------ | ---------------------------------------------------------- | ----------------------------------------------------------------------------- | --- | ----- | ------ | ---------------------------------------------------------------------- | ---- |
| 4706   | KISS Railjet 3                                             | Fernverkehr                                                                   | ab 2026 Doppelstock sechsteilig                                                                                   |       | 200    | 15 kV 16,7 Hz~ 25 kV 50 Hz~                                            |      |
| (4010) | Transalpin II                                              | Fernverkehr                                                                   | 2008 ausgemustert/ÖGEG 4010.009                                                                                   |       | 150    | 15 kV 16,7 Hz~                                                         |      |
| (4011) | ICE T7 ex DB 411                                           | Fernverkehr                                                                   | gekauft von der Deutschen Bahn Ende 2020 wieder an die DB zurück verkauft                                         | elD   | 230    | 15 kV 16,7 Hz~                                                         |      |
| 4020   |                                                            | S-Bahn- und Regionalverkehr                                                   | |       | 120    | 15 kV 16,7 Hz~                                                         |      |
| 4023   | Talent                                                     | S-Bahn- und Regionalverkehr                                                   | dreiteilig |       | 140    | 15 kV 16,7 Hz~                                                         |      |
| 4024   | Talent                                                     | S-Bahn- und Regionalverkehr                                                   | vierteilig |       | 140    | 15 kV 16,7 Hz~                                                         |      |
| 4124   | Talent                                                     | S-Bahn- und Regionalverkehr                                                   | vierteilig |       | 140    | 15 kV 16,7 Hz~ 25 kV 50 Hz~                                            |      |
| (4924) | ex LWP Cmg 1600–1609 ex BBÖ ET 24.01–07 ex DR ET 187 21–27 | Pressburger Bahn                                                              | 1954 ausgemustert                                                                                                 | elR   | 30     | 600 V =                                                                |      |
| (4030) |                                                            | S-Bahn- und Regionalverkehr                                                   | 2004 ausgemustert                                                                                                 |       | 100    | 15 kV 16,7 Hz~                                                         |      |
| (4130) | Transalpin I                                               | die ersten Betriebsjahre im Fernverkehr danach ausschließlich Regionalverkehr | 2003 ausgemustert                                                                                                 |       | 130    | 15 kV 16,7 Hz~                                                         |      |
| 4734   | KISS Cityjet                                               | S-Bahn- und Regionalverkehr                                                   | ab 2025 Doppelstock vierteilig                                                                                    |       | 160    | 15 kV 16,7 Hz~ 25 kV 50 Hz~                                            |      |
| 4736   | KISS Cityjet                                               | S-Bahn- und Regionalverkehr                                                   | ab 2025 Doppelstock sechsteilig                                                                                   |       | 160    | 15 kV 16,7 Hz~ 25 kV 50 Hz~                                            |      |
| (4041) | ex BBÖ ET 10 ex DR ET 83                                   |                                                                               | 1973 ausgemustert                                                                                                 | elR   | 80     | 15 kV 16,7 Hz~                                                         |      |
| (4042) | ex BBÖ ET 11 ex DR ET 42                                   |                                                                               | verkauft 1966 an die StLB (ET 11–12), Weiterverkauf 1996 an die Nostalgiebahnen in Kärnten                        | elR   | 100    | 15 kV 16,7 Hz~                                                         |      |
| 4744   | Desiro ML                                                  | S-Bahn- und Regionalverkehr                                                   | Dreiteilig mit 4 Türen und 259 Sitzplätzen.                                                                       |       | 160    | 15 kV 16,7 Hz~ 25 kV 50 Hz~                                            |      |
| 4746   | Desiro ML                                                  | S-Bahn-Verkehr                                                                | Dreiteilig mit 6 Türen und 244 Sitzplätzen.                                                                       |       | 160    | 15 kV 16,7 Hz~ 25 kV 50 Hz~                                            |      |
| 4748   | Desiro ML                                                  | S-Bahn-Verkehr                                                                | Vierteilig mit 8 Türen                                                                                            |       | 160    | 15 kV 16,7 Hz~ 25 kV 50 Hz~                                            |      |
| (4855) |                                                            | Bahnstrecke Lambach–Haag am Hausruck                                          | bis 2010 als 25.103–104 leihweise für Stern & Hafferl im Einsatz – Zukunft ungewiss. Aufarbeitung 2012            |       | 120 60 | 15 kV 16,7 Hz~ 800 V =                                                 |      |
| (4758) | Talent 3                                                   | S-Bahn- und Regionalverkehr                                                   | Auftrag wegen überfälliger Zulassung storniert, fertiggestellte Fahrzeuge wurden später in Deutschland eingesetzt |       | 160    | 15 kV 16,7 Hz~ (6 Garnituren für Tirol zusätzlich: 25 kV 50 Hz~ 3 kV=) |      |
| (4060) | ex BBÖ ET 30 ex DR ET 94                                   |                                                                               | 4060.02 verkauft an MBS                                                                                           | elR   | 90     | 15 kV 16,7 Hz~                                                         |      |
| (4061) |                                                            | Regionalverkehr, anfangs auch Fernverkehr                                     | Da das Gepäckabteil nicht verwendet wurde 1976 zu Lok Type 1046 umgezeichnet                                      |       | 125    | 15 kV 16,7 Hz~                                                         |      |
| (4090) |                                                            | Mariazellerbahn                                                               | Schmalspur abgegeben an NÖVOG, weiter an Pinzgauer Lokalbahn                                                      |       | 70     | 6,5 kV 25 Hz~                                                          |      |
|        | Stadler Flirt Akku                                         | Kamptalbahn, Kremser Bahn                                                     | ab 2028 Dreiteilig mit ca. 160 Sitzplätzen                                                                        |       | 160    | 15 kV 16,7 Hz~ Akkumulator                                             |      |
|        | Siemens Mireo                                              | S-Bahn-, Regional- und Interregioverkehr                                      | Dreiteilig/Vierteilig, Nah- und Interregioverkehr                                                                 |       | 160    |                                                                        |      |
|        | Alstom Coradia Stream                                      | S-Bahn und Regionalverkehr Nord-Südtirol                                      | sechsteilig ca. 381 Sitzplätze                                                                                    |       | 160    | 3 kV = 15 kV 16,7 Hz ~ 25 kV 50 Hz ~                                   |      |

## Dieseltriebwagen
| RH            | Name                             | Einsatzgebiet                                    | Anmerkungen                                                    | Antr. | vmax          | Bild |
| ------------- | -------------------------------- | ------------------------------------------------ | -------------------------------------------------------------- | ----- | ------------- | ---- |
| (770/VT20.01) | ex BBÖ VT20.01 ex DR C4ivT 770   |                                                  |                                                                |       |               |      |
| 5022          | Desiro                           | S-Bahn- und Regionalverkehr                      |                                                                | dm    | 120           |      |
| (5029)        | ex BBÖ VT 11 ex DR CivT 718–719  |                                                  | ausgemustert 1968                                              | dm    | 60            |      |
| (5041)        | ex BBÖ VT 41 ex DR C4ivT 880–889 |                                                  |                                                                | de    | 80            |      |
| (5042)        | ex BBÖ VT 42 ex DR C4ivT 890–903 | Regionalverkehr                                  | ausgemustert 1989                                              | de    | 110           |      |
| (5043)        | ex BBÖ VT 43.01 ex DR C4ivT 904  |                                                  | 1960 Umbau in 5042                                             | de    | 85 ab 1949 80 |      |
| (5044)        | ex BBÖ VT 44 ex DR C4ivT 905-930 | Regionalverkehr                                  | ausgemustert 1988                                              | dh    | 115           |      |
| (5144)        |                                  | Regionalverkehr                                  | entstanden durch Einbau von Motor in Steuerwagen für VT44=5044 | dh    | 115           |      |
| (5045)        | »Blauer Blitz«                   | zuerst Schnellzugverkehr, später Regionalverkehr | später umgebaut zu 5145                                        | dh    | 115           |      |
| (5145)        | »Blauer Blitz«                   | zuerst Schnellzugverkehr, später Regionalverkehr |                                                                | dh    | 115           |      |
| (5046)        |                                  | Regionalverkehr                                  | ausgemustert 1997                                              | dh    | 100           |      |
| (5146)        |                                  | Regionalverkehr                                  | ausgemustert 1997                                              | dh    | 100           |      |
| 5047          |                                  | Regionalverkehr                                  |                                                                | dh    | 120           |      |
| (5147)        |                                  | Regionalverkehr                                  | verkauft an die Raaberbahn                                     | dh    | 120           |      |
| (5070)        | ex BBÖ VT 70 ex DR PwivT 823–832 | Gepäcktriebwagen                                 |                                                                | de    | 65            |      |
| (5080)        |                                  | Regionalverkehr                                  |                                                                | dm    | 90            |      |
| (5081)        |                                  | Regionalverkehr                                  | Ausgemustert 1994, 4 umbezeichnet in 8081                      | dm    | 90            |      |
| (5090)        |                                  | Schmalspurbahnen                                 | Übergabe an Salzburg AG und NÖVOG                              | de    | 70            |      |
| (5099)        |                                  | Schafbergbahn                                    | 2006 übernommen von SKGB                                       | dh    | 20            |      |

## Bahndienstfahrzeuge
| Ausgemusterte Fahrzeuge | Aktive Fahrzeuge |
| --- | --- |

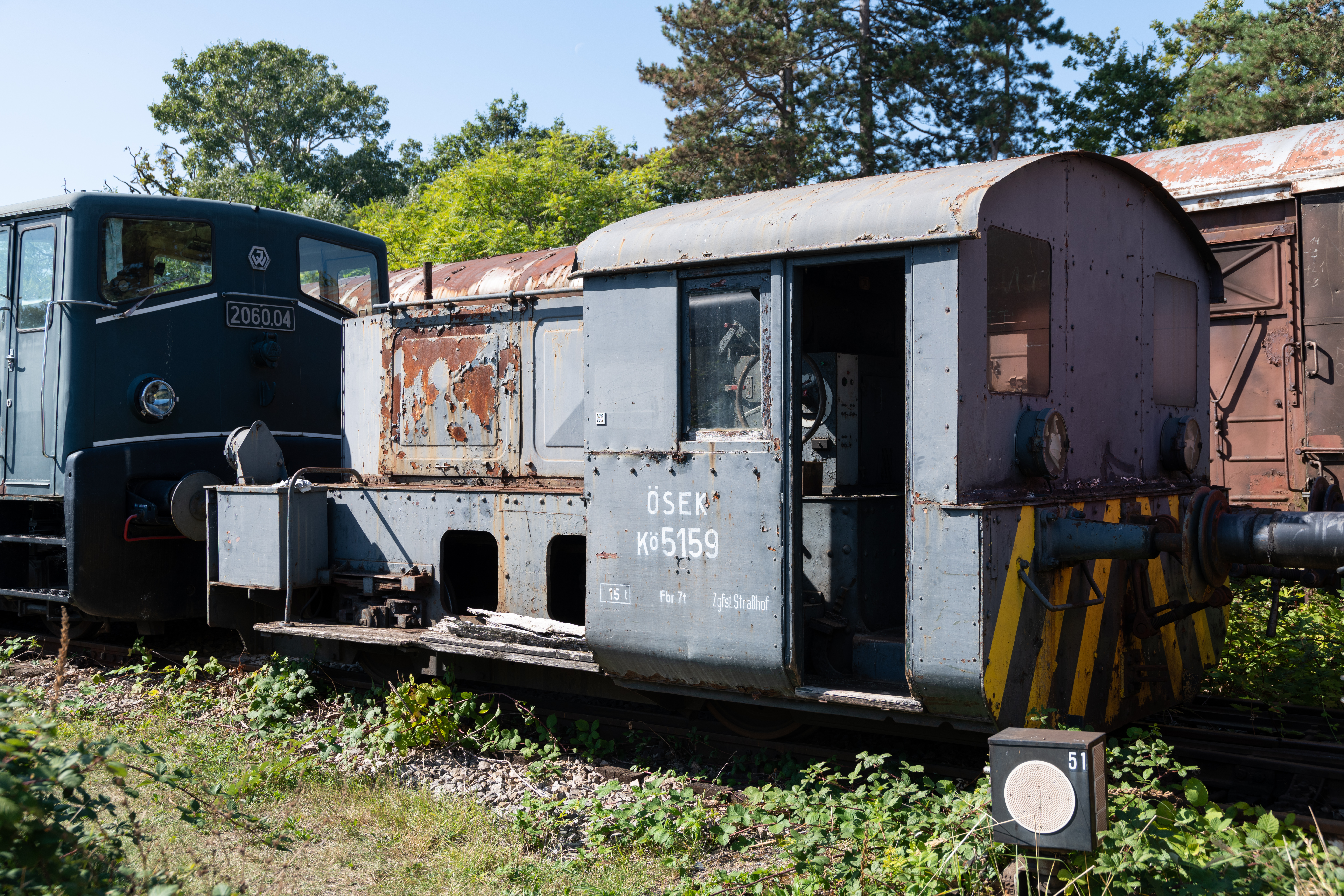
Kleinlokomotive X 111.04 im Eisenbahnmuseum Strasshof

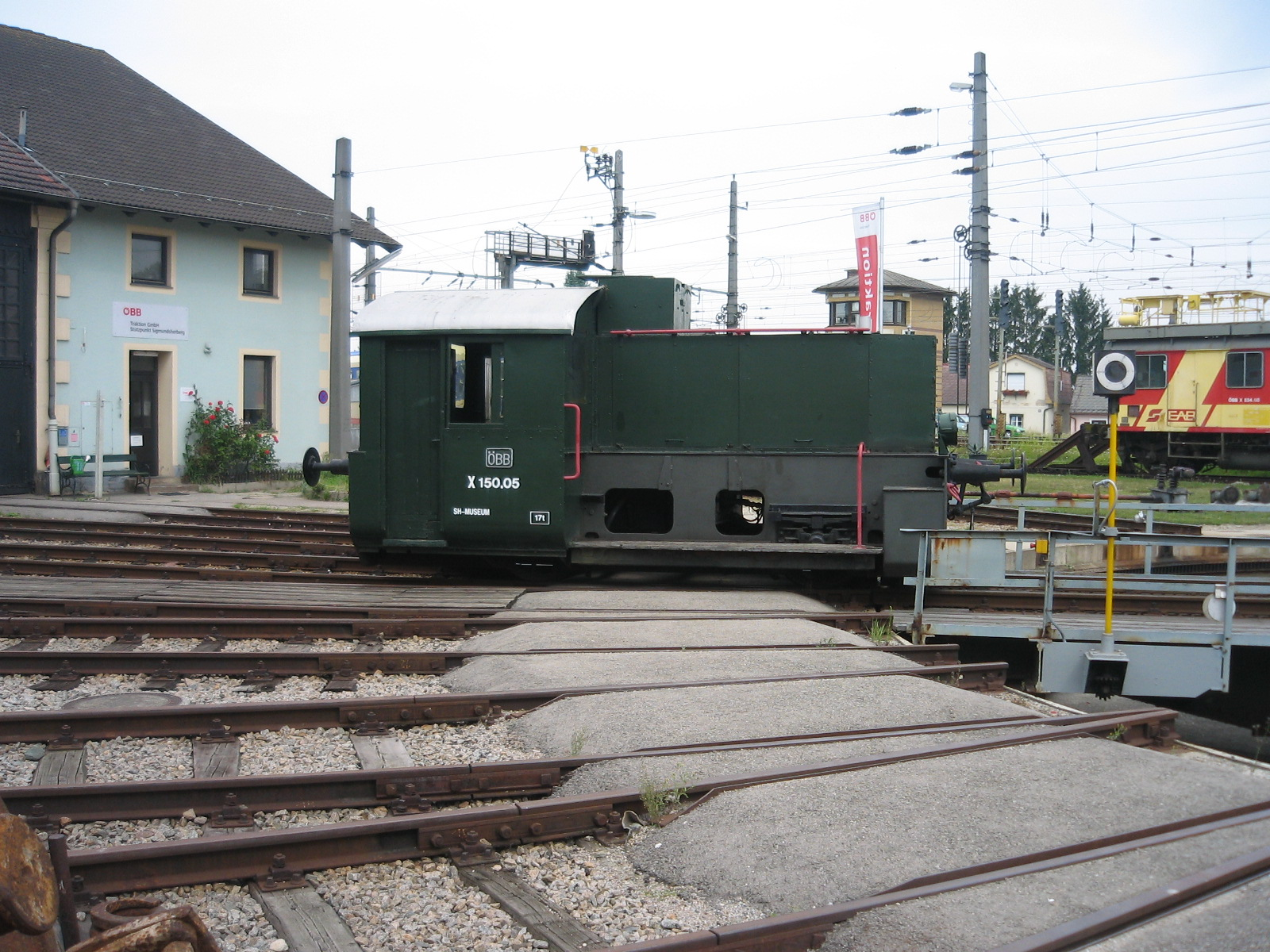
Kleinlokomotive X 150.05 im Eisenbahnmuseum Sigmundsherberg

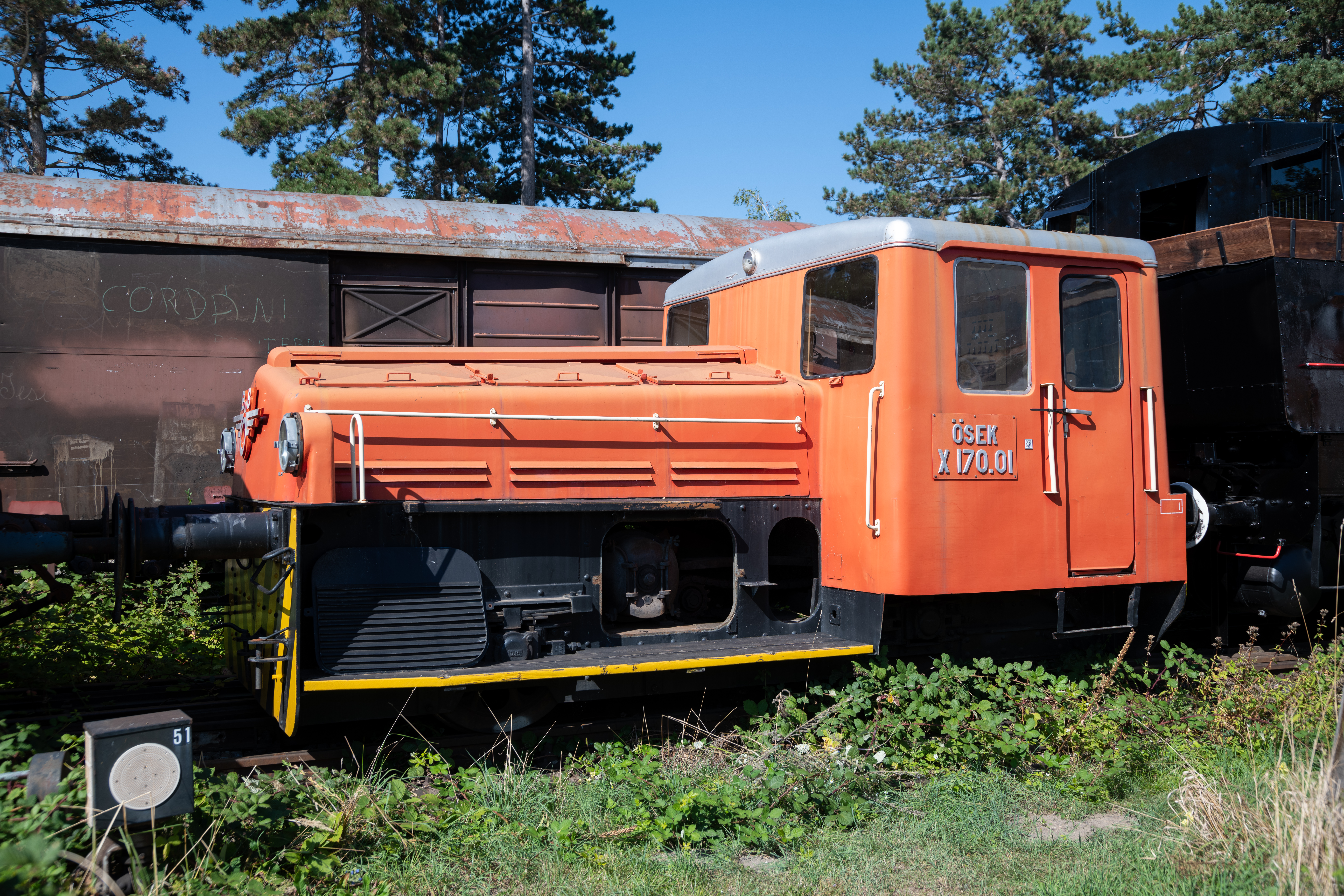
Akkulok X 170.01 im Eisenbahnmuseum Strasshof

| - ÖBB X110 Kleinlokomotive - ÖBB X111 Kleinlokomotive - ÖBB X112 Kleinlokomotive - ÖBB X130 Kleinlokomotive - ÖBB X150 Kleinlokomotive - ÖBB X170 Akkulokomotive - ÖBB X510 - ÖBB X512 - ÖBB X531 - ÖBB X532 - ÖBB X533 - ÖBB X614 MBW35 – Motorbahnwagen (Bahnmeisterdraisine) - ÖBB X614.9/s MBW35 – Motorbahnwagen (Bahnmeisterdraisine, Schmalspur 760 mm) - ÖBB X616 MBW70 – Motorbahnwagen (Bahnmeisterdraisine) - ÖBB X616.9/s MBW70 – Motorbahnwagen (Bahnmeisterdraisine, Schmalspur 760 mm) - ÖBB X625 – Motorbahnwagen (Bahnmeisterdraisine) - ÖBB X626 MBW100 – Motorbahnwagen (Bahnmeisterdraisine) - ÖBB X701 Schienen-Fahrrad - ÖBB X711 Kleindraisine - ÖBB X712 Kleindraisine - ÖBB X713 Kleindraisine - ÖBB 8081 (umgezeichnete 5081, zumeist für Schulungsfahrten im Einsatz gewesen) | - ÖBB X122 Servicejet – Rettungs und Löschzug - ÖBB X401 Tunneluntersuchungswagen - ÖBB X432 Prüftriebwagen - ÖBB X491 Beilhack Schneeschleudern - ÖBB X521 MTW – Motorturmwagen - ÖBB X532/s MTW – Motorturmwagen (Schmalspur 760 mm) - ÖBB X534 MTW – Motorturmwagen - ÖBB X535 MTW – Motorturmwagen - ÖBB X551 MTW – Motorturmwagen - ÖBB X552 MTW – Motorturmwagen P&T - ÖBB X552.1 MTW – Motorturmwagen P&T - ÖBB X552.4 MTW – Robel (mind. 8 Stk. bekannt) - ÖBB X554.3 MTW – Motorturmwagen P&T - ÖBB X554.4 MTW – Robel (mind. 2 Stk. bekannt) - ÖBB X556.1 MTW – Motorturmwagen - ÖBB X625 MBW100 – Motorbahnwagen (Bahnmeisterdraisine) - ÖBB X627 OBW – Oberbaumotorwagen - ÖBB X627.7 OBW – Oberbaumotorwagen - ÖBB X627.8 - ÖBB X627.95 OBW – Oberbaumotorwagen (Schmalspur 760 mm) - ÖBB X628 OBW – Oberbaumotorwagen - ÖBB X629 OBW – Oberbaumotorwagen - ÖBB X629.9 OBW – Oberbaumotorwagen (Schmalspur 760 mm) - ÖBB X630 - ÖBB X651 - ÖBB X710 CatenaryCrafter - ÖBB X720 CatenaryCrafter - ÖBB X730 MultiCrafter - ÖBB X880 - ÖBB X952 MTW 10 – Motorturmwagen |